# Canthium elmeri
Canthium elmeri är en måreväxtart som beskrevs av Elmer Drew Merrill. Canthium elmeri ingår i släktet Canthium och familjen måreväxter.
Artens utbredningsområde är Filippinerna. Inga underarter finns listade i Catalogue of Life.